# Rentberry
Rentberry, Inc. (укр. Рентберрі) —  міжнародна компанія з довгострокової оренди житла, що базується в Києві, Україна. Компанія була заснована у 2015 році Олексієм Любінським та Лілією Остапчук.

## Історія
У 2015 році Олексій Любінський та Лілія Остапчук заснували PropTech стартап Rentberry у Сан-Франциско, США.
Того ж року прототип продукту Rentberry зібрав $845 тис інвестицій від 12 міжнародних інвесторів, серед яких: Carlyle Group, Synergo Private Equity, IFC, Pegasus Capital, Abris Capital та Ericsson тощо.
У 2017 році компанія почала співпрацювати з ListHub, Realtor.com та Walk Score, щоб об'єднати дошки оголошень з оренди.
У жовтні 2017 року Rentberry зібрала 4,5 мільйона доларів у рамках венчурного фінансування. Zing Capital став провідним інвестором, приєднавшись до компаній Nelson Brothers Property Management, Hopewell Development, 808 Ventures, Beechwood Ventures, Jade Value.
У 2018 Rentberry підписала своє перше міжнародне партнерство з OnTheMarket і таким чином компанія вийшла на ринок оренди у Великій Британії.
У червні 2019 року платформа стала доступна в понад 50 країнах, включаючи Австралію, Канаду, Німеччину, Іспанію, Італію тощо.

## Функціонал
Rentberry пропонує децентралізовану платформу для орендодавців та орендарів, в основі якої прозорий процес подання та розгляду заявок на оренду, онлайн-платежі, система оцінки ризиків для потенційних орендарів і власників житла, тощо. Оренда плата за житло сплачується через вебсайт. Для цього Rentberry співпрацює з HelloSign, пропонуючи орендарям та орендодавцям підписувати документи користуючись ЕЦП.
Rentberry також використовує сервіс і базу даних API DataUSA.io, надаючи орендарям дані про район, де орендар шукає житло, включаючи кількість населення, середній вік, рівень бідності, середній дохід, середню вартість нерухомості тощо.
10 вересня 2018 року Rentberry запустила мобільні додатки для орендарів та орендодавців як на iOS, так і на Android.

## Критика
Американська преса дала неоднозначні відгуки та назвала Rentberry "eBay для оренди", стверджуючи, що платформа може лише призвести до подорожчання ринку оренди.
З моменту першого запуску суперечливий інструмент торгів (орендар може виставити бажану ціну за певну квартиру) обговорювався у  Vanity Fair, The Wall Street Journal, The Independent, HuffingtonPost, CBS SF BayArea, SFGate, Inman, Curbed та інших ЗМІ.

### Судовий позов Сіетла проти Rentberry
У березні 2018 року міська рада Сіетла ввела однорічний мораторій на платформи, де можна торгуватися щодо оренди, як це у Rentberry. 
У травні 2018 року Rentberry подав до суду на місто Сіетл за порушення прав власників житла Сіетла. Позов підтримали Тихоокеанський правовий фонд (PLF) та Асоціація найму житла у Вашингтоні (RHAW).
У березні 2019 року Rentberry програв справу в окружному суді США.
У звітах зазначається, що міська рада Сіетла планує продовжити мораторій ще на один рік. Станом на червень 2019 року Rentberry агломерує списки (дошки) оголошень оренди житла в Сіетлі, оскільки мораторій ще не був продовжений.